# فيرمن فرنسيسكو دي كارفاغال-فارغاس
فيرمن فرنسيسكو دي كارفاغال-فارغاس هو سياسي إسباني، ولد في 16 سبتمبر 1722 في كويريهو ‏ في تشيلي، وتوفي في 22 يناير 1797 في مدريد في إسبانيا. انتخب viceroy of Navarra ‏.